# 네온-21
네온-21(Neon-21, 21Ne)은 네온 동위 원소의 일종으로, 원자핵은 양성자 10개와 중성자 11개로 구성되어 있다. 네온의 안정 동위 원소 3가지 중 하나이며, 원자 질량은 20.99384668, 자연존재비는 0.27%이다.

## 생성 및 핵반응
네온-21은 네온-22와 함께 항성에서 일부 마그네슘 동위 원소의 중성자 흡수 과정을 거친 후, 다시 알파 입자를 방출하면서 생성된다.
24Mg + 1n → 21Ne + 4He (알파 입자)
네온 연소 과정에서는 네온-20의 원자핵에 감마선 대신 중성자가 충돌하면 네온-21이 생성되기도 한다. 이때 생성된 네온-21은 다시 4He 원자핵과 충돌하여 마그네슘-24와 중성자를 내놓는다. 전체 반응식은 아래와 같다.
20Ne + 1n → 21Ne + γ
21Ne + 4He → 24Mg + 1n
이러한 방식 이외에도 플루오린-21, 플루오린-22, 나트륨-21의 방사성 붕괴 과정에서 생성될 수도 있다.

## 이용
네온-22는 양자역학을 연구할 때 쓰는 메이저(MASER, Microwave Amplification by Stimulated Emission of Radiation)의 재료로 사용된다.

## 같이 보기
- 네온 동위 원소
- 네온-20
- 네온-22
- 메이저 (MASER)

| 가벼운 핵종 네온-20 | 네온의 동위 원소 | 무거운 핵종 네온-22 |

| 어미핵종: 플루오린-21 플루오린-22 나트륨-21 | 네온-21의 붕괴 사슬 | 없음 |